# Handarakalli, Chamarajanagar
Handarakalli là một làng thuộc tehsil Chamarajanagar, huyện Chamarajanagar, bang Karnataka, Ấn Độ.